# Luís de Almeida Portugal Soares de Alarcão d'Eça e Melo Silva Mascarenhas
Pour les articles homonymes, voir Eça.
Luís de Almeida Portugal Soares de Alarcão d'Eça e Melo Silva Mascarenhas, ou plus simplement Luís de Almeida Silva Mascarenhas (27 juin 1729 - 2 mai 1790) fut le 11e vice-roi du Brésil, de 1769 à 1778.